# 韓徳枢
韓 徳枢（かん とくすう、生年不詳 - 969年）は、遼（契丹）の政治家。本貫は幽州安次県。

## 経歴
韓延徽の子として生まれた。15歳のときに太宗と面会すると、太宗は韓延徽に対して「この子は卿の家の福であり、朕の国の宝であり、真の英物である」と評した。徳枢は成人しないうちに、左羽林大将軍を代行し、特進太尉に転じた。
ときに契丹に降伏した漢人の多くは東平に移住させられていたが、そこへ飢饉と疫病の災禍が襲った。徳枢は救恤を志願して、遼興軍節度使に任じられた。害虫を駆除し、食糧を援助し、農業や養蚕を勧めて、教化をほどこすと、数カ月のうちに民衆は安息を取り戻した。
入朝して南院宣徽使となり、天平軍節度使や平灤営三州管内観察処置等使に遙任され、門下平章事となった。開府儀同三司の位を加えられ、侍中を代行し、趙国公に封じられた。保寧元年（969年）、死去した。

## 子孫

### 孫
- 韓紹勲（東京戸部使、大延琳の乱にさいして捕らえられたが屈服せず、惨死した）
- 韓紹芳（参知政事・侍中、西夏に対する攻撃に反対して、広徳軍節度使として出された）

## 伝記資料
- 『遼史』巻74 列伝第4